# Bernard Malivoire
Bernard Robert Malivoire (Parigi, 20 aprile 1938 – Boulogne-Billancourt, 18 dicembre 1982) è stato un canottiere francese, vincitore della medaglia d'oro olimpica come timoniere nel due con a Helsinki 1952 insieme a Raymond Salles e Gaston Mercier.
Con i suoi 14 anni, fu il più giovane medagliato dell'edizione finlandese.
Malivoire morì in un incidente stradale il 18 dicembre 1982 a 44 anni.

## Palmarès
- Giochi olimpici

Helsinki 1952: oro nel due con.